# Bördiga halvmånen

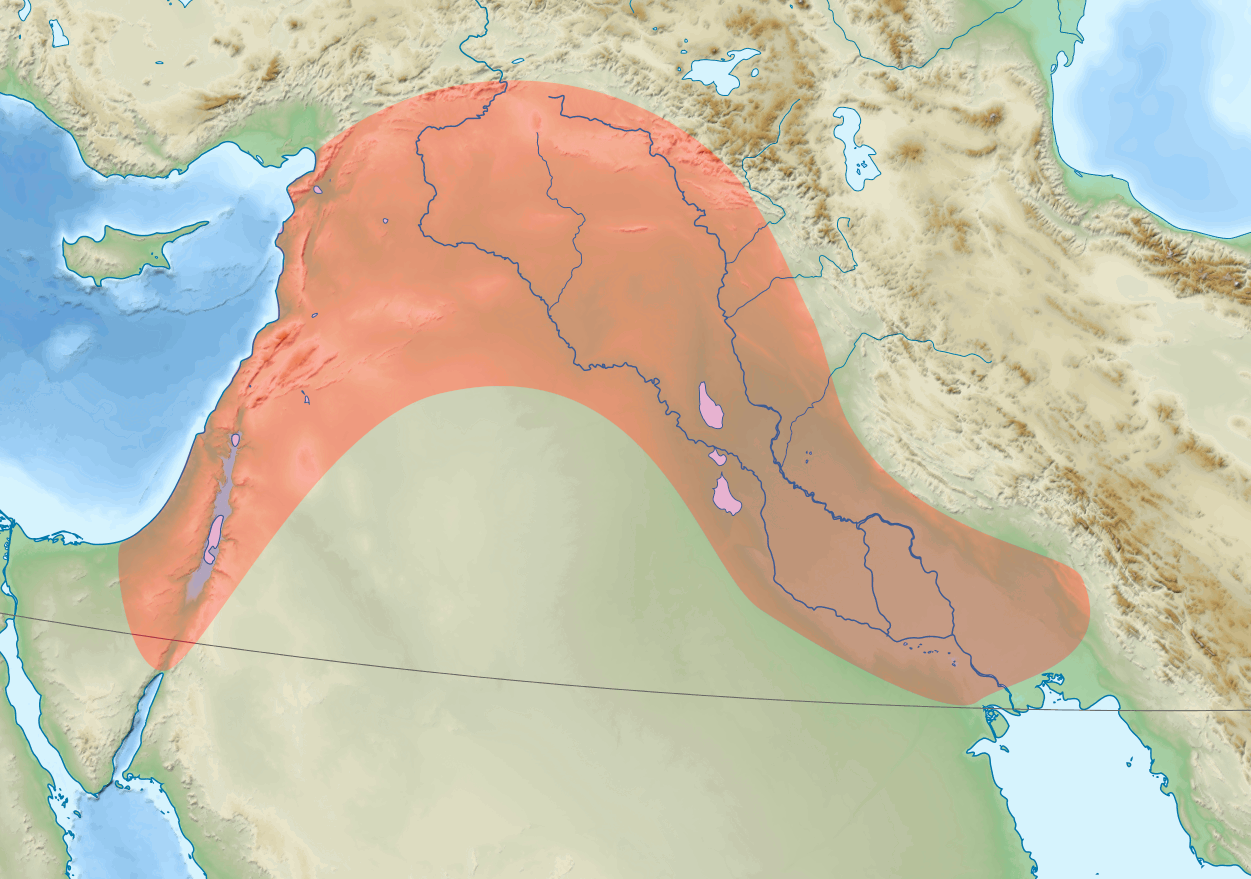
Bördiga halvmånen enligt en snäv …

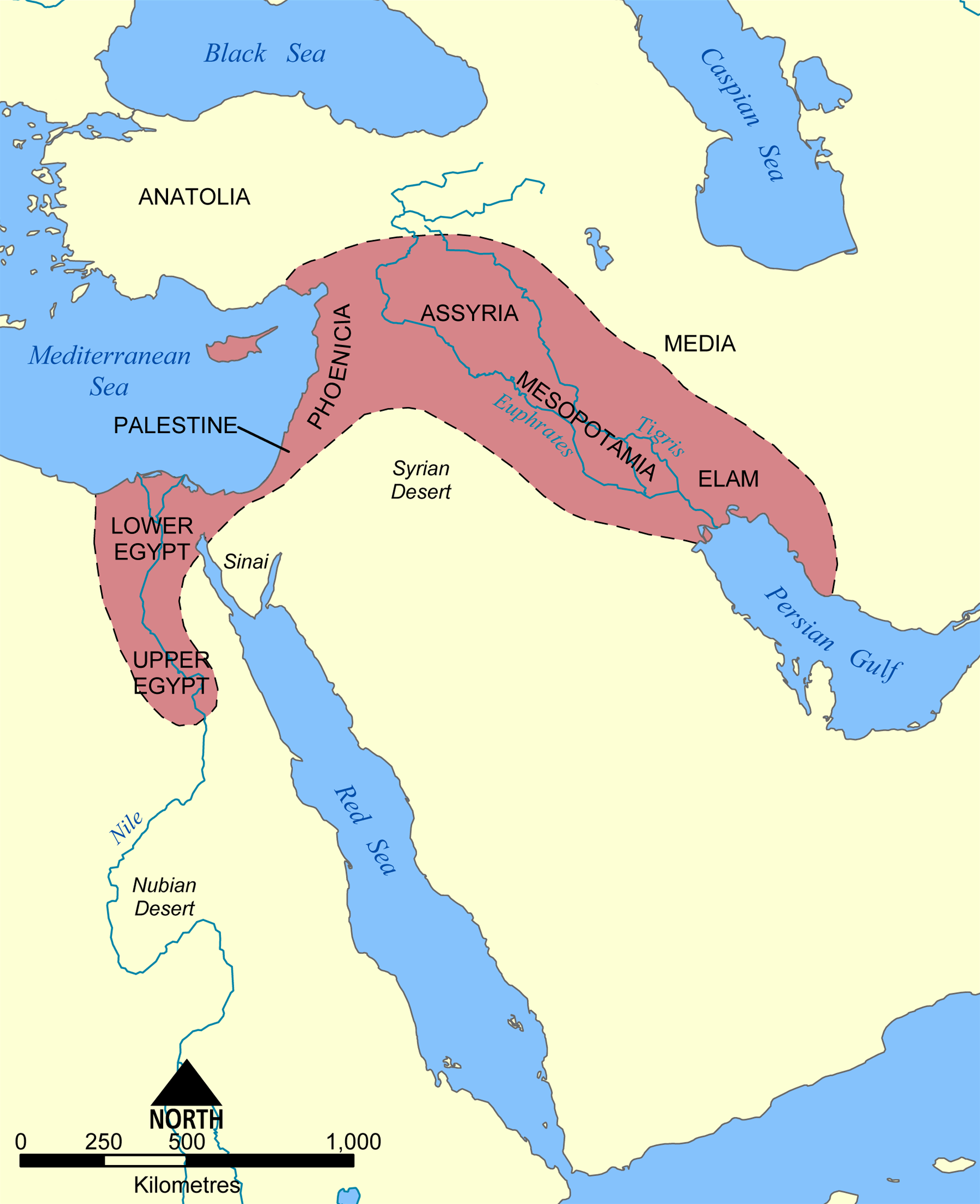
… och en mindre snäv definition.

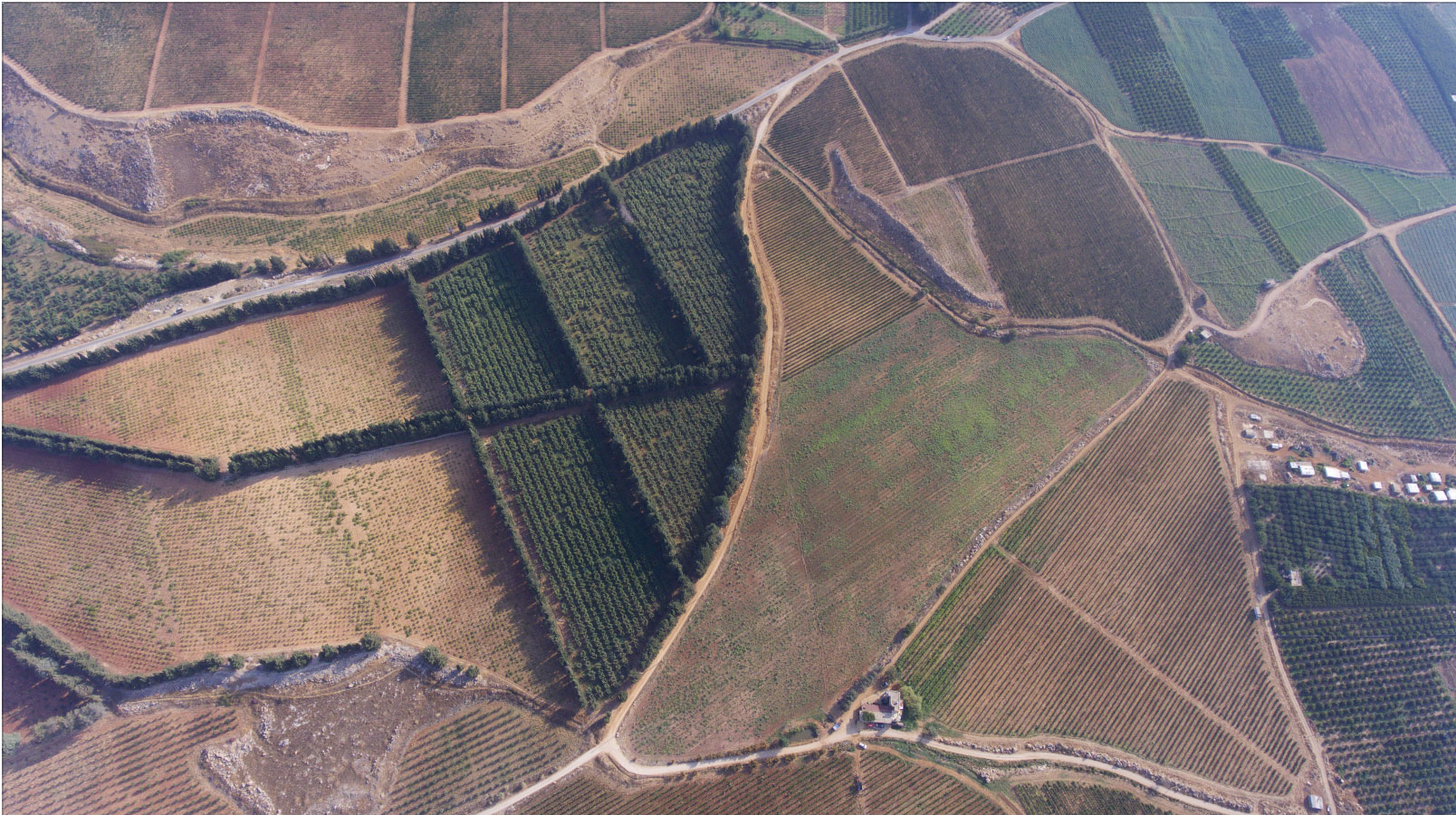
Vingårdar i Bekaadalen, Libanon. Flygfoto från oktober, 2019.

Bördiga halvmånen är ett område i Mellanöstern. Det inkluderar delar av det som i dag är Israel, Palestina, Jordanien, Libanon, Syrien och Irak. Ibland räknas även floddalar och angränsande (bördiga) områden i Egypten, Cypern, Turkiet och Iran.
Området är känt som platsen för fler av människans tidigaste civilisationer. Boskapsskötsel och jordbruk introducerades mycket tidigt i Bördiga halvmånen.

## Läge och historik
Bördiga halvmånen definieras ibland som området kring de bördiga dalarna vid floderna Jordan, Orontes, Eufrat, Tigris och Karun. Dessa har varit föremål för mänsklig bosättning sedan stenåldern. I området inleddes för cirka 10 000 år sedan jordbruk (och djurhållning), vilket i förlängningen ledde till uppkomsten av städer och små riken, skrivkonst och religiös utveckling. I detta område domesticerades vete och många andra viktiga grödor. Det var också i bördiga halvmånen som många av världens första städer uppstod.
Flera av de domesticerade djuren och växterna förekommer än idag i vilda former i regionen, inklusive vildget, mufflonfår och vildvete.
Även Nilens dalgång ingår ofta i begreppet Bördiga halvmånen, eftersom området sedan tidig historia hade vissa kontakter med de övriga delarna i området.
De natufiska boplatserna i Levanten från 11 000 f.Kr. är bland de tidigaste tecknen på människans övergång till ett bofast liv. Omkring 8 000 f.Kr. började människan bedriva jordbruk. Flera kulturer utvecklades under neolitisk tid då människan blivit bofast och de första städerna uppkom. Bronsåldern inleddes omkring 3500 f.Kr. och skrivkonsten uppfanns omkring 3 000 f.Kr. Vid denna tid organiserades de första stadsstaterna, vilka senare skulle bilda grunden för de stora forntida kungarikena – Akkad, Assyrien, Babylonien, det forntida Egypten, Hettiterriket, Mitanni och Persien.
I dag är produktiviteten i stora delar av bördiga halvmånen nedsatt på grund av erosion.

### Floddalarna
Nedan listas floder och historiska riken/kulturer associerade med dem. Information gäller namn – längd och läge – kulturer.
- Karun – 800 km, Iran[2] – Elam
- Tigris – 1 900 km, Turkiet > Irak[3] – Sumer, Babylonien, Assyrien
- Eufrat – 2 800 km, Turkiet > Syrien > Irak[4] – Mittani, Sumer, Babylonien
- Orontes – 450 km, Libanon > Syrien > Turkiet[5] – Syriska stadsstater[6]
- Jordan – 350 km,[7] Libanon > Israel/Syrien > Staten Palestina/Jordanien – tidiga stadsbildningar (exempelvis Jeriko)

## Begreppet
Begreppet Bördiga halvmånen (Fertile Crescent) myntades av James Henry Breasted i hans bok Ancient Records of Egypt, publicerad 1906. Området hade redan tidigare varit föremål för debatt, varför begreppet fick stor spridning.
Till en början syftade begreppet på den civilisationsskapande regionen från Mesopotamien till Egypten. Senare kom uttrycket mer att användas för de bördiga sluttningarna mellan höglandet och öknen; där bidrog regnet till att skapa betesmarker och gynnsamma odlingsförhållandet. Detta innefattar bergssluttningarna i nuvarande sydöstra Turkiet samt Zagrosbergens sluttningar ner mot Tigris och Karun i delar av nuvarande Irak och Iran.
Efter andra världskriget gjordes en mängd utgrävningar i regionen. Man fann ett stort antal boplatser från tiden 10 000–6 000 f.Kr., platser som är kända som Jarmo, Zawi Chemi Shanidar, Ali Kosh med mera. Genom utgrävningarna kunde man få nya kunskaper om övergången från jägar-/samlarliv till boskapsskötsel och bofast jordbrukande. Samma utveckling och övergång har senare upptäckts på andra platser, vilket gjort att Bördiga halvmånen som begrepp inte längre är lika använt.